# Championnat d'Italie de rugby à XV 1966-1967
Navigation
Serie A 1965-1966 Serie A 1967-1968
Le Championnat d'Italie de rugby à XV 1966-1967 oppose les douze meilleures équipes italiennes de rugby à XV. Le championnat débute en 1966 et se termine en 30 avril 1967. Le tournoi se déroule sous la forme d'un championnat unique en matchs aller-retour.
L'Aquila et Fiamme Oro terminent le championnat à égalité de points et disputent, comme lors de la saison 1953, un match décisif pour l'attribution du titre à Rome le 30 avril 1967. L'Aquila gagne la rencontre par 6 à 0 et remporte son 1er championnat.

## Équipes participantes
Les douze équipes sont les suivantes :
| - GBC Amatori Milan - L'Aquila - Viro Bologne - CUS Roma - Fiamme Oro - SS Lazio | - Livorno - Rugby Milano - Parme - Partenope Napoli - Petrarca - Rugby Rovigo |

## Classement
| Rang | Club                | J  | V  | N | D  | Pm  | Pe  | Diff | Pts |
| ---- | ------------------- | -- | -- | - | -- | --- | --- | ---- | --- |
| 1    | L'Aquila Rugby      | 22 | 14 | 6 | 2  | 244 | 53  | +191 | 34  |
| 2    | Fiamme Oro Padova   | 22 | 16 | 2 | 4  | 220 | 93  | +127 | 34  |
| 3    | CUS Roma            | 22 | 12 | 3 | 7  | 209 | 133 | +76  | 27  |
| 4    | Partenope (T)       | 22 | 10 | 5 | 7  | 163 | 133 | +30  | 25  |
| 5    | Rugby Parma         | 22 | 10 | 4 | 8  | 167 | 131 | +36  | 24  |
| 6    | Petrarca Padoue     | 22 | 7  | 6 | 9  | 132 | 155 | -23  | 20  |
| 7    | Amatori Rugby Milan | 22 | 8  | 3 | 11 | 85  | 112 | -27  | 19  |
| 8    | Rugby Rovigo        | 22 | 7  | 5 | 10 | 134 | 231 | -97  | 19  |
| 9    | Rugby Milano        | 22 | 7  | 4 | 11 | 140 | 171 | -31  | 18  |
| 11   | Livorno             | 22 | 6  | 5 | 11 | 77  | 186 | -109 | 17  |
| 11   | SS Lazio            | 22 | 7  | 1 | 14 | 122 | 198 | -76  | 15  |
| 12   | Rugby Bologne       | 22 | 3  | 6 | 13 | 76  | 173 | -97  | 12  |

|  | Vainqueur (no 1)         |
|  | Relégués (no 11, no 12)  |
|  | T : tenant du titre 1966 |

Attribution des points :  victoire : 2, match nul : 1, défaite : 0.

## Match pour l'attribution du titre
| 30 avril 1967 | L'Aquila | 6 – 0 | Fiamme Oro | Stadio Tre Fontane, Rome 3 000 spectateurs |
| 30 avril 1967 |          |       |            | Stadio Tre Fontane, Rome 3 000 spectateurs |
| 30 avril 1967 |          |       |            | Stadio Tre Fontane, Rome 3 000 spectateurs |

## Vainqueur
| Entraîneur | Entraîneur             | Sergio Del Grande                      |
| Avants     | Pilier                 | P. Fugaro, Lamanna, Tortiello          |
| Avants     | Talonneur              | Colagrande, R. Fugaro, Manetta         |
| Avants     | Deuxième ligne         | Aloisio, F. Del Grande, Orzieri, Palma |
| Avants     | Troisième ligne aile   | Luisi                                  |
| Avants     | Troisième ligne centre | C. Del Grande                          |
| Arrières   | Demi de mêlée          |                                        |
| Arrières   | Demi d'ouverture       | Pacifici                               |
| Arrières   | Centre                 | Tiboni                                 |
| Arrières   | Ailier                 | S. Del Grande, Parisse                 |
| Arrières   | Arrière                | Zia                                    |